# Билцингслебен
Билцингслебен (њем. Bilzingsleben) општина је у њемачкој савезној држави Тирингија. Једно је од 55 општинских средишта округа Земерда. Према процјени из 2010. у општини је живјело 762 становника. Посједује регионалну шифру (AGS) 16068004.

## Географски и демографски подаци
Билцингслебен се налази у савезној држави Тирингија у округу Земерда. Општина се налази на надморској висини од 150 метара. Површина општине износи 16,8 km².

## Становништво
У самом мјесту је, према процјени из 2010. године, живјело 762 становника. Просјечна густина становништва износи 45 становника/km².